# Leptorchestes mutilloides
Leptorchestes mutilloides là một loài nhện trong họ Salticidae.
Loài này thuộc chi Leptorchestes. Leptorchestes mutilloides được Hippolyte Lucas miêu tả năm 1846.